# Peter Sarsgaard
Peter Sarsgaard (zrakoplovna baza Scott, Illinois, 7. ožujka 1971.), američki filmski i kazališni glumac, nominiran za Zlatni globus.

## Životopis
Rodio se kao John Peter Sarsgaard u zrakoplovnoj bazi Scott, Illinois, gdje mu je otac radio kao zrakoplovni inženjer. Zbog očeva posla, obitelj se selila čak dvanaest puta tijekom njegovog djetinstva. Sarsgaard je odgojen kao rimokatolik, a pohađao je i isusovačku školu za dječake. Diplomirao je povijest 1991. godine na sveučilištu Washington u St. Louisu. Premda je bio vrstan sportaš, od igranja američkog nogometa je odustao nakon nekoliko potresa mozga.
Peter Sarsgaard je do sada snimio 30-ak filmova. Proslavio se rano, u filmu Dečki ne plaču, gdje je glumio nasilnog i homofobnog razbojnika koji ubija Brandona Teenu, transseksualni lik kojeg je utjelovila Hilary Swank.
Obično glumi mračne i zle likove, a filmovi mu variraju od niskobudžetnih ostvarenja do velikih studijskih projekata, bilo da je žanr horor, triler ili akcija.
Hodao je s nekoliko djevojaka, a trenutno je u dužoj vezi i "divljem braku" s Maggie Gyllenhaal, s kojom ima kćer Ramonu. Također je s nastupao i s Maggienim bratom Jakeom.

## Vanjske poveznice
- Peter Sarsgaard u internetskoj bazi filmova IMDb-u (engl.)